# Hürriyet
Hürriyet (hyɾːiˈjet, "Libertà"), è uno dei più diffusi quotidiani della Turchia.

## Caratteristiche

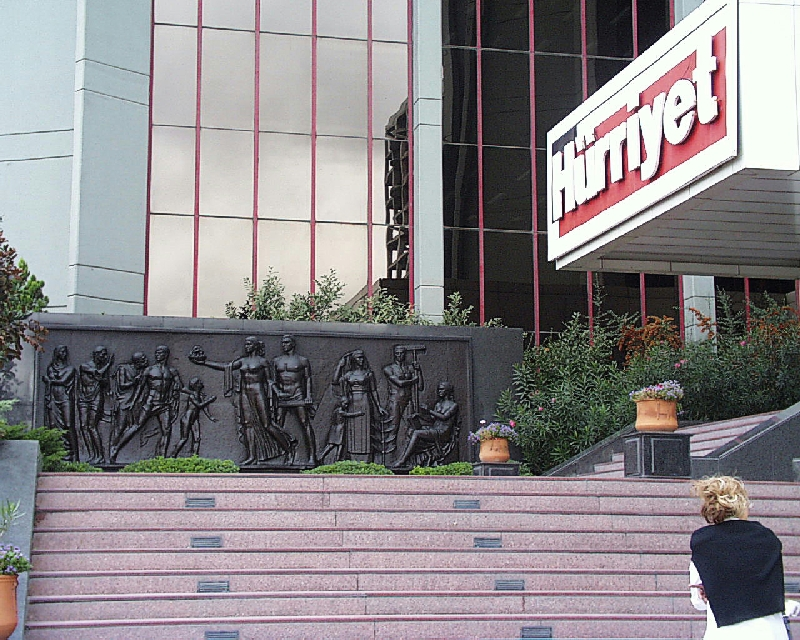
La sede centrale a Istanbul

La testata è nata come quotidiano popolare e cerca tuttora di rivolgersi in modo particolare gli strati meno abbienti della società turca.

## Storia
Hürriyet fu fondato nel 1948 dal giornalista, regista e scrittore Sedat Simavi. È oggi di proprietà di Doğan Media Group Archiviato il 23 gennaio 2021 in Internet Archive., un importante gruppo industriale.

## Collocazione politica
Il giornale viene definito come un mainstream media che politicamente si colloca nell'ambito del liberalismo e che, rispetto ad altri media turchi di tendenza più o meno dichiaratamente islamica, si caratterizza per il proprio secolarismo.